# نیوی
نیوی (به انگلیسی: Newai) یک منطقهٔ مسکونی در هند است که در بخش تونک واقع شده‌است. نیوی ۴۵٬۷۸۷ نفر جمعیت دارد.